# World Grand Prix (dardos)
El World Grand Prix es un torneo profesional de dardos organizado por la Corporación Profesional de Dardos desde 1998.

## Resultados
| Año  | Final                       | Final     | Final                         |
| Año  | Campeón                     | Resultado | Finalista                     |
| ---- | --------------------------- | --------- | ----------------------------- |
| 1998 | Phil Taylor (94.61)         | 13-8      | Rod Harrington (86.64)        |
| 1999 | Phil Taylor (92.59)         | 6-1       | Shayne Burgess (81.26)        |
| 2000 | Phil Taylor (91.32)         | 6-1       | Shayne Burgess (81.48)        |
| 2001 | Alan Warriner (83.52)       | 8-2       | Roland Scholten (81.84)       |
| 2002 | Phil Taylor (100.17)        | 7-3       | John Part (88.62)             |
| 2003 | Phil Taylor (94.80)         | 7-2       | John Part (83.25)             |
| 2004 | Colin Lloyd (85.29)         | 7-3       | Alan Warriner (77.91)         |
| 2005 | Phil Taylor (90.74)         | 7-1       | Colin Lloyd (82.05)           |
| 2006 | Phil Taylor (88.24)         | 7-4       | Terry Jenkins (82.51)         |
| 2007 | James Wade (86.03)          | 6-3       | Terry Jenkins (84.58)         |
| 2008 | Phil Taylor (97.81)         | 6-2       | Raymond van Barneveld (90.42) |
| 2009 | Phil Taylor (97.07)         | 6-3       | Raymond van Barneveld (86.62) |
| 2010 | James Wade (88.92)          | 6-3       | Adrian Lewis (89.33)          |
| 2011 | Phil Taylor (90.29)         | 6-3       | Brendan Dolan (84.68)         |
| 2012 | Michael van Gerwen (87.53)  | 6-4       | Mervyn King (81.96)           |
| 2013 | Phil Taylor (90.29)         | 6-0       | Dave Chisnall (81.29)         |
| 2014 | Michael van Gerwen (90.81)  | 5-3       | James Wade (89.26)            |
| 2015 | Robert Thornton (90.79)     | 5-4       | Michael van Gerwen (96.79)    |
| 2016 | Michael van Gerwen (100.29) | 5-2       | Gary Anderson (92.73)         |
| 2017 | Daryl Gurney (88.50)        | 5-4       | Simon Whitlock (83.53)        |
| 2018 | Michael van Gerwen (88.85)  | 5-2       | Peter Wright (91.61)          |
| 2019 | Michael van Gerwen (94.74)  | 5-2       | Dave Chisnall (93.32)         |
| 2020 | Gerwyn Price (88.19)        | 5-2       | Dirk van Duijvenbode (87.07)  |
| 2021 | Jonny Clayton (94.44)       | 5-1       | Gerwyn Price (92.47)          |
| 2022 | Michael van Gerwen (91.07)  | 5-3       | Nathan Aspinall (91.88)       |
| 2023 | Luke Humphries (93.30)      | 5-2       | Gerwyn Price (91.00)          |

### Más campeonatos
| Jugador            | Títulos | Subcampeonatos | Año de los títulos                                               |
| ------------------ | ------- | -------------- | ---------------------------------------------------------------- |
| Phil Taylor        | 11      | 0              | 1998, 1999, 2000, 2002, 2003, 2005, 2006, 2008, 2009, 2011, 2013 |
| Michael van Gerwen | 6       | 1              | 2012, 2014, 2016, 2018, 2019, 2022                               |
| James Wade         | 2       | 1              | 2007, 2010                                                       |
| Gerwyn Price       | 1       | 2              | 2020                                                             |
| Colin Lloyd        | 1       | 1              | 2004                                                             |
| Alan Warriner      | 1       | 1              | 2001                                                             |
| Daryl Gurney       | 1       | 0              | 2017                                                             |
| Robert Thornton    | 1       | 0              | 2015                                                             |
| Jonny Clayton      | 1       | 0              | 2021                                                             |
| Luke Humphries     | 1       | 0              | 2023                                                             |